# 코코런 미술관

코코런 미술관

코코런 미술관(영어: Corcoran Gallery of Art)은 미국 워싱턴 D.C.의 1897년에 설립된 미술관이다.